# 睫状体冷冻术
睫状体冷冻术，cyclocryotherapy，是通过冷冻的方法破坏睫状体，达到减少房水生成的目的。手术最终的目的是为了降低眼压，控制青光眼病人眼痛的症状。主要用于晚期青光眼。

## 手术过程
1. 球后麻醉
2. 常规消毒、铺巾
3. 用冷冻头，在角膜缘外2.5mm-3mm处轻轻加压冷冻。根据患者的情况安排冷冻的位置、温度和时间。一般冷度范围为两个象限，例如：3点、9点处以-60摄氏度各冷冻60秒，4点-8点每个钟点以-60摄氏度各冷冻30秒。如果眼压较高，可以冷冻三个象限。
4. 术后加压包扎，
5. 次日予以抗炎眼药水治疗。注意患者的眼压、前房反应以及疼痛情况。

## 手术并发症
1. 葡萄膜炎
2. 前房出血，尤其在新生血管性青光眼的发生可能性更高。
3. 低眼压和眼球萎缩
4. 睫状体脉络膜脱离，黄斑水肿